# Keep Your Head Down
Keep Your Head Down (kor. 왜 (Keep Your Head Down)) – piąty koreański album studyjny południowokoreańskiej grupy TVXQ, wydany 5 stycznia 2011 roku. Ukazał się w dwóch edycjach: specjalnej i regularnej (12 stycznia 2011). Głównym singlem z płyty był „Why? (Keep Your Head Down)”.
16 marca 2011 roku ukazała się wersja repackage, z podtytułem Before U Go (kor. 이것만은 알고 가). 4 maja 2011 roku album ukazał się w Japonii, wydany przez Avex Trax.
Album sprzedał się w liczbie ponad 329 728 egzemplarzy (stan na grudzień 2012).

## Lista utworów

### Keep Your Head Down
| CD  | CD                                                                      | CD                  | CD                                                                          | CD                                                                          | CD      |
| Nr  | Tytuł utworu                                                            | Tekst               | Kompozycja                                                                  | Aranżacja                                                                   | Długość |
| --- | ----------------------------------------------------------------------- | ------------------- | --------------------------------------------------------------------------- | --------------------------------------------------------------------------- | ------- |
| 1.  | „Why? (Keep Your Head Down)” (kor. 왜 (Keep Your Head Down))            | Yoo Young-jin       | Yoo Young-jin, Yoo Han-jin                                                  | Yoo Han-jin                                                                 | 3:59    |
| 2.  | „Mitgi Sirheun Iyagi (How Can I)” (kor. 믿기 싫은 이야기 (How Can I))   | Park Chang-hyun     | Park Chang-hyun                                                             | Park Chang-hyun                                                             | 3:22    |
| 3.  | „MAXIMUM”                                                               | Yoo Young-jin       | Yoo Young-jin                                                               | Yoo Young-jin                                                               | 3:40    |
| 4.  | „CRAZY” (feat. Jay from Trax)                                           | Kim Tae-sung, Noday | Kim Tae-sung, Noday                                                         | Kim Tae-sung, Noday                                                         | 3:18    |
| 5.  | „Honey Funny Bunny” (Yunho solo)                                        | E-Tribe             | E-Tribe                                                                     | E-Tribe                                                                     | 3:19    |
| 6.  | „RUMOR”                                                                 | Hong Ji-yoo         | Outsidaz                                                                    | Outsidaz                                                                    | 3:17    |
| 7.  | „Gobaek (Confession)” (kor. 고백 (Confession)) (Changmin solo)          | Shim Chang-min      | Mr. Cho, Kim Tae-sung                                                       | Mr. Cho, Kim Tae-sung                                                       | 3:56    |
| 8.  | „Our Game”                                                              | JQ                  | William Edward Simister, Tim Hawes, Obi Simbarashe Mhondera, Stuart Priddle | William Edward Simister, Tim Hawes, Obi Simbarashe Mhondera, Stuart Priddle | 3:30    |
| 9.  | „She”                                                                   | Kenzie              | Matthew Tishler, Amy Powers, Liz Rodrigues                                  | Kenzie                                                                      | 3:15    |
| 10. | „Athena” (kor. 아테나 (Athena))                                         | Hwang Hyun          | Hwang Hyun                                                                  | Hwang Hyun                                                                  | 3:35    |
| 11. | „Journey” (feat. Seohyun of Girls’ Generation) (tylko wersja regularna) | Kim Dal-woo         | Kim Dal-woo                                                                 | Kim Dal-woo                                                                 | 4:26    |

### Before U Go
| CD  | CD | CD                  | CD                                                                          | CD                                                                          | CD      |
| Nr  | Tytuł utworu | Tekst               | Kompozycja                                                                  | Aranżacja                                                                   | Długość |
| --- | --- | ------------------- | --------------------------------------------------------------------------- | --------------------------------------------------------------------------- | ------- |
| 1.  | „Igeotmaneun Algoga - Dokbaeg - Before U Go (Monologue)” (kor. 이것만은 알고 가-독백-Before U Go (Monologue))                               | Yoo Young-jin       | Yoo Young-jin, Yoo Han-jin                                                  | Yoo Han-jin                                                                 | 2:22    |
| 2.  | „Igeotmaneun Algoga (Before U Go)” (kor. 이것만은 알고 가 (Before U Go))                                                                    | Yoo Young-jin       | Yoo Young-jin, Yoo Han-jin                                                  | Yoo Han-jin                                                                 | 4:31    |
| 3.  | „Why? (Keep Your Head Down)” (kor. 왜 (Keep Your Head Down))                                                                                | Yoo Young-jin       | Yoo Young-jin, Yoo Han-jin                                                  | Yoo Han-jin                                                                 | 3:59    |
| 4.  | „Mitgi Sirheun Iyagi (How Can I)” (kor. 믿기 싫은 이야기 (How Can I))                                                                       | Park Chang-hyun     | Park Chang-hyun                                                             | Park Chang-hyun                                                             | 3:22    |
| 5.  | „MAXIMUM” | Yoo Young-jin       | Yoo Young-jin                                                               | Yoo Young-jin                                                               | 3:40    |
| 6.  | „CRAZY” (feat. Jay from Trax) | Kim Tae-sung, Noday | Kim Tae-sung, Noday                                                         | Kim Tae-sung, Noday                                                         | 3:18    |
| 7.  | „Honey Funny Bunny” (Yunho solo) | E-Tribe             | E-Tribe                                                                     | E-Tribe                                                                     | 3:19    |
| 8.  | „RUMOR” | Hong Ji-yoo         | Outsidaz                                                                    | Outsidaz                                                                    | 3:17    |
| 9.  | „Gobaek (Confession)” (kor. 고백 (Confession)) (Max solo)                                                                                   | Shim Chang-min      | Mr. Cho, Kim Tae-sung                                                       | Mr. Cho, Kim Tae-sung                                                       | 3:56    |
| 10. | „Our Game” | JQ                  | William Edward Simister, Tim Hawes, Obi Simbarashe Mhondera, Stuart Priddle | William Edward Simister, Tim Hawes, Obi Simbarashe Mhondera, Stuart Priddle | 3:30    |
| 11. | „She” | Kenzie              | Matthew Tishler, Amy Powers, Liz Rodrigues                                  | Kenzie                                                                      | 3:15    |
| 12. | „Athena” (kor. 아테나 (Athena)) | Hwang Hyun          | Hwang Hyun                                                                  | Hwang Hyun                                                                  | 3:35    |
| 13. | „Journey” (feat. Seohyun of Girls’ Generation)                                                                                              | Kim Dal-woo         | Kim Dal-woo                                                                 | Kim Dal-woo                                                                 | 4:26    |
| 14. | „Igeotmaneun Algoga - Dokbaeg - Before U Go (Monologue) (Instrumental)” (kor. 이것만은 알고 가-독백-Before U Go (Monologue)) (Instrumental) |                     | Yoo Young-jin, Yoo Han-jin                                                  | Yoo Han-jin                                                                 | 2:22    |

## Notowania
| Lista                    | Pozycja |
| ------------------------ | ------- |
| Gaon Weekly Albums Chart | 1       |
| Gaon Yearly Albums Chart | 3       |